# Euphaedra orientalis
Euphaedra orientalis är en fjärilsart som beskrevs av Rothschild 1898. Euphaedra orientalis ingår i släktet Euphaedra och familjen praktfjärilar. Inga underarter finns listade i Catalogue of Life.